# Гонгадзе, Мамука Тамазович
Маму́ка Тама́зович Гонга́дзе  (груз. მამუკა თამაზის ძე ღონღაძე; 25 ноября 1985, Цхалтубо) — грузинский футболист, нападающий.
Футболом Мамука Гонгадзе начал заниматься в 17 лет в местном клубе «Самгурали», и за это время успел поиграть в нескольких грузинских и узбекском клубах.
В августе 2010 года присоединился к латвийскому клубу «Даугава» Даугавпилс.

## Достижения
- Чемпион Латвии: 2012.
- Бронзовый призёр чемпионата Латвии: 2011, 2013.
- Обладатель Зимнего кубка Высшей лиги: 2013.
- Лучший бомбардир чемпионата Латвии: 2012.